# St. Michael- och St. Gudula-katedralen
St. Michael och St. Gudula katedralen (franska: Cathédrale Saints-Michel-et-Gudule; nederländska: Sint-Michiels-en Sint-Goedelekathedraal, vanligtvis förkortad till Sint-Goedele) är en romersk-katolsk katedral belägen i Bryssel i Belgien.
Den är uppkallad till minne av ärkeängeln Mikael och Sankta Gudula. Det är biskopens huvudsäte i Bryssel och Mechelen.

## Historik
Kyrkor har legat på platsen sedan åtminstone 1000-talet, men bygget av en gotisk katedral påbörjades år 1226 under hertigen av Brabant, Henrik I:s regeringstid. Byggnationen slutfördes, med uppförandet av katedralens två främre klocktorn,  i början av 1500-talet.

## Katedralen
Katedralen är byggd i gotisk stil. Huvuddelen av kyrkan är uppbyggd av sandig kalksten. Materialet bröts i närområdet. Interiört präglas katedralen av enkelhet, sedan stora delar av utsmyckningen försvunnit efter plundring och stölder.  Katedralen återfick under 1990-talet mycket av sin forna glans genom genomgripande renoverngsarbeten. Eftersom det är den viktigaste kyrkan i Belgien, är det där kungliga ceremonier, så som vigslar, begravningar med mera äger rum.

## Galleri

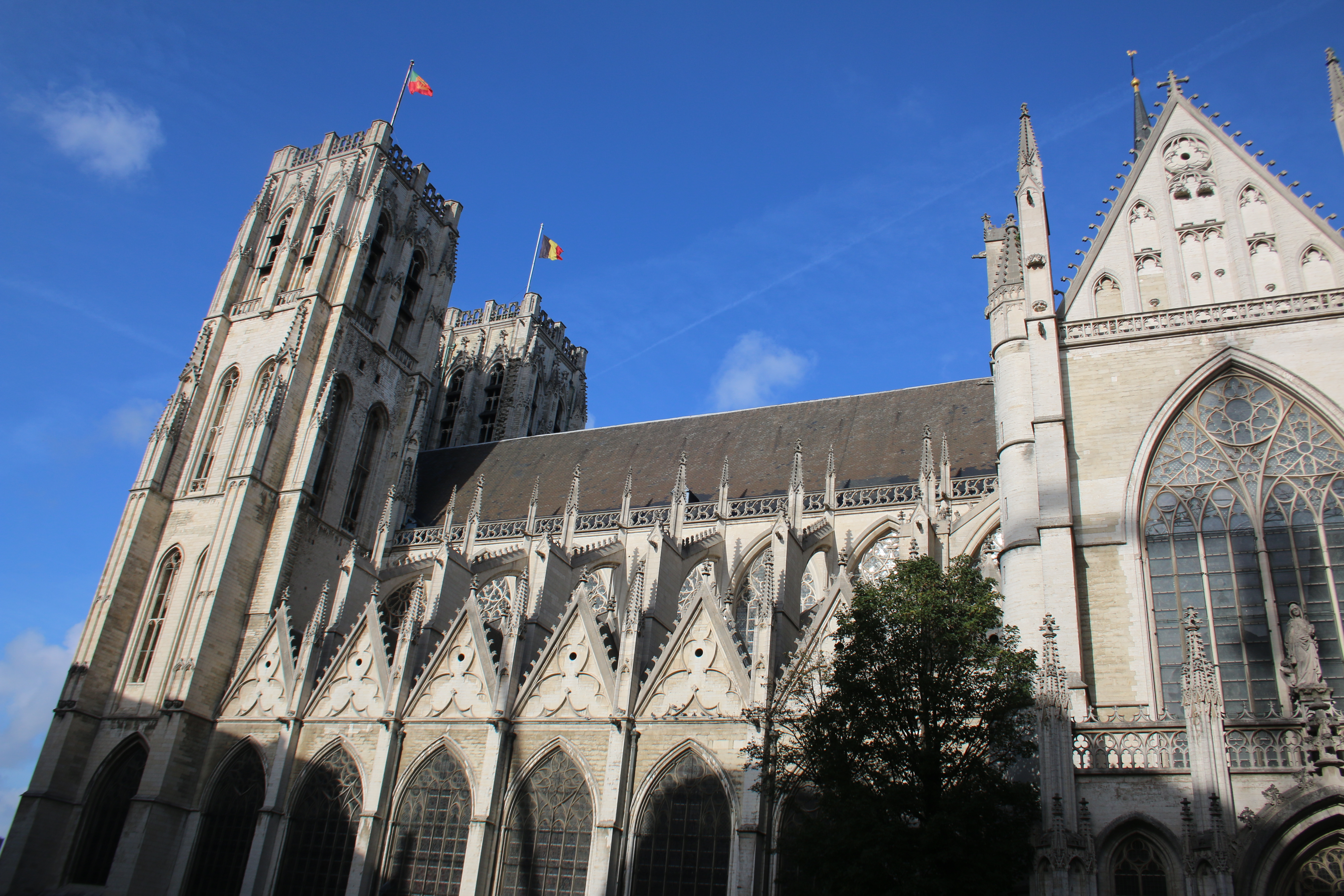
Katedralen från sidan.
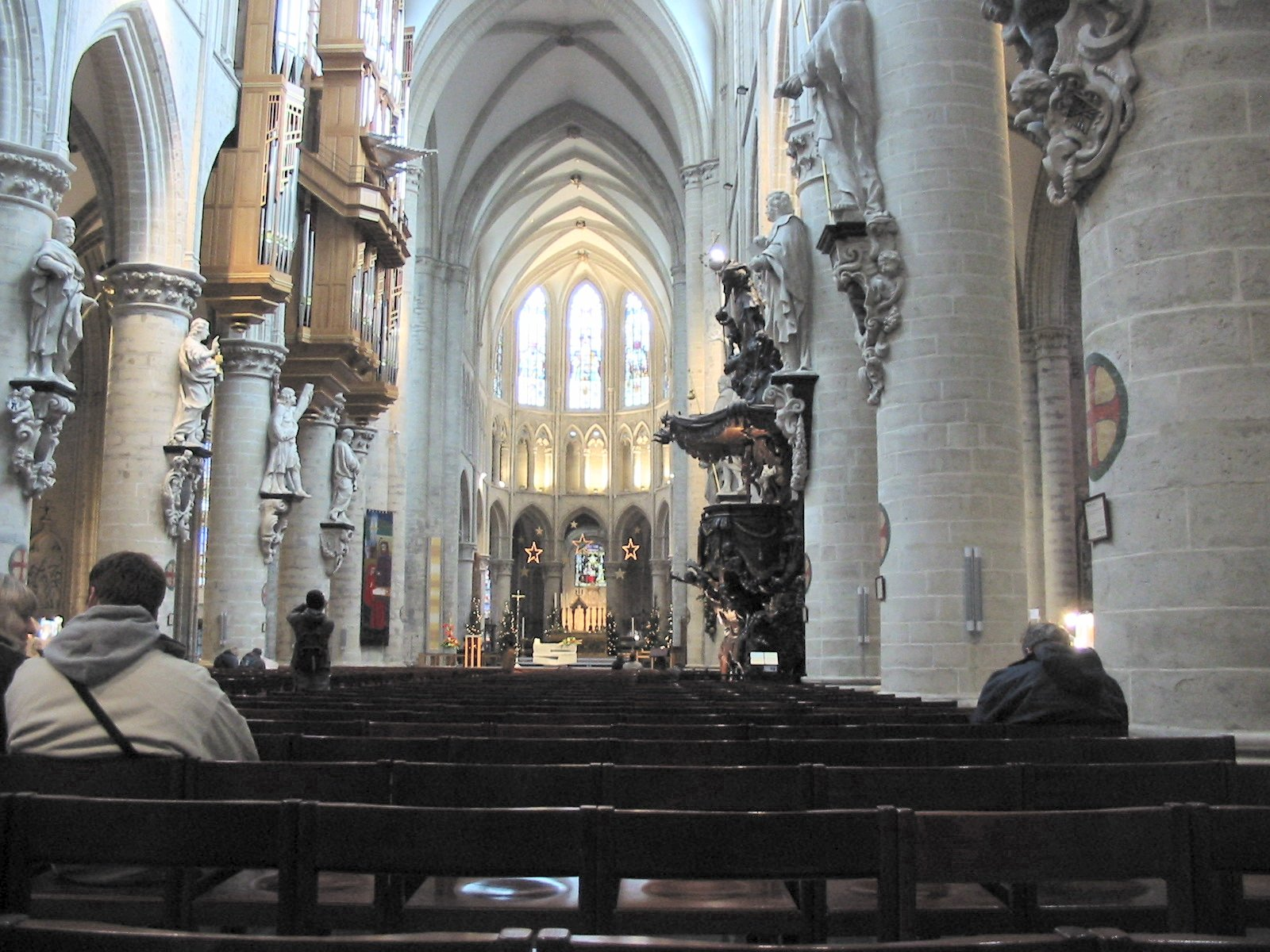
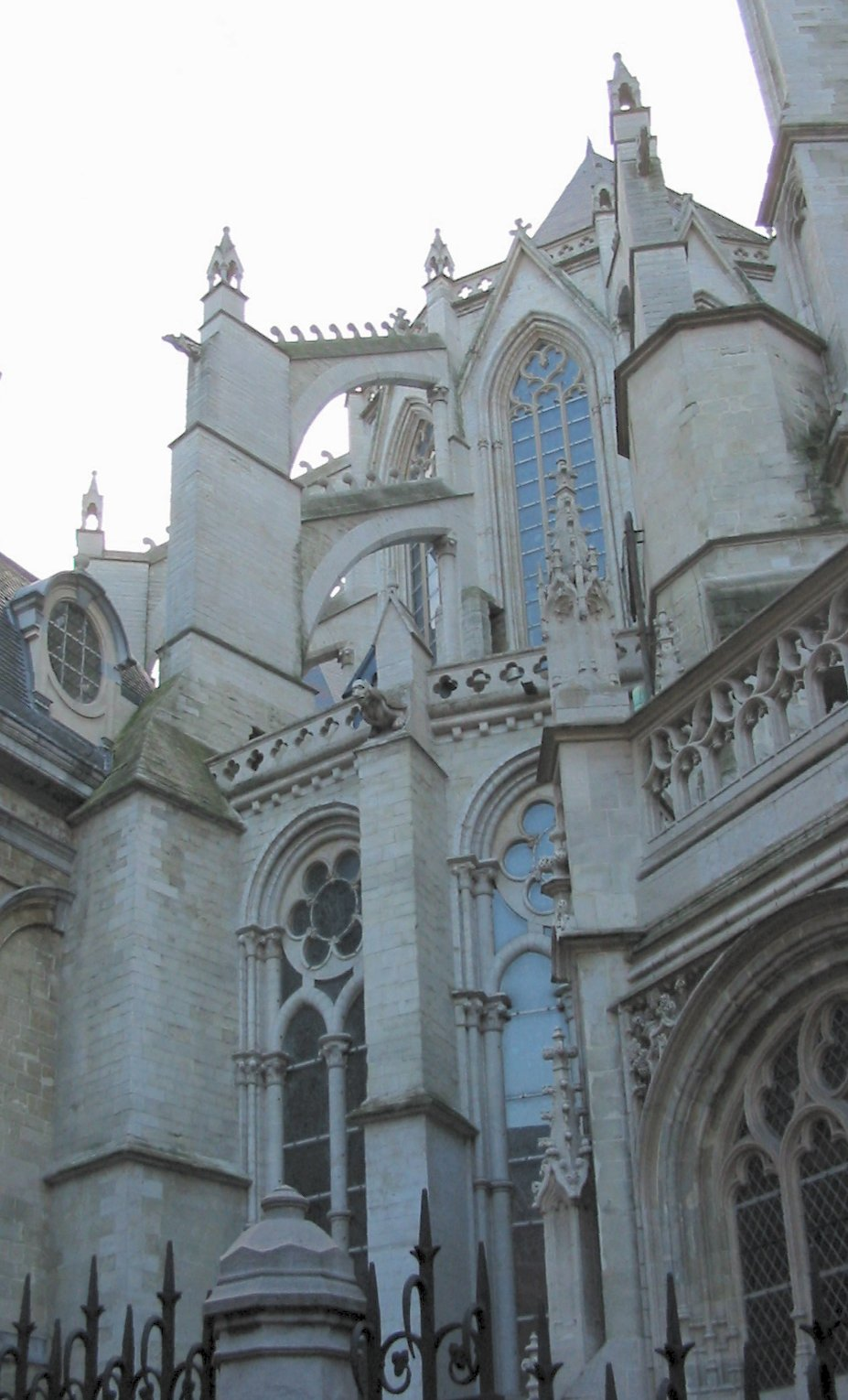
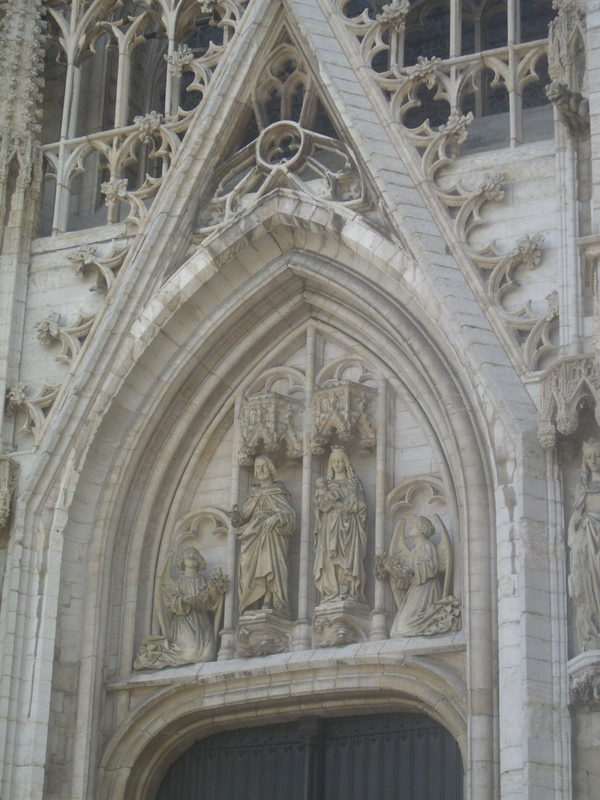
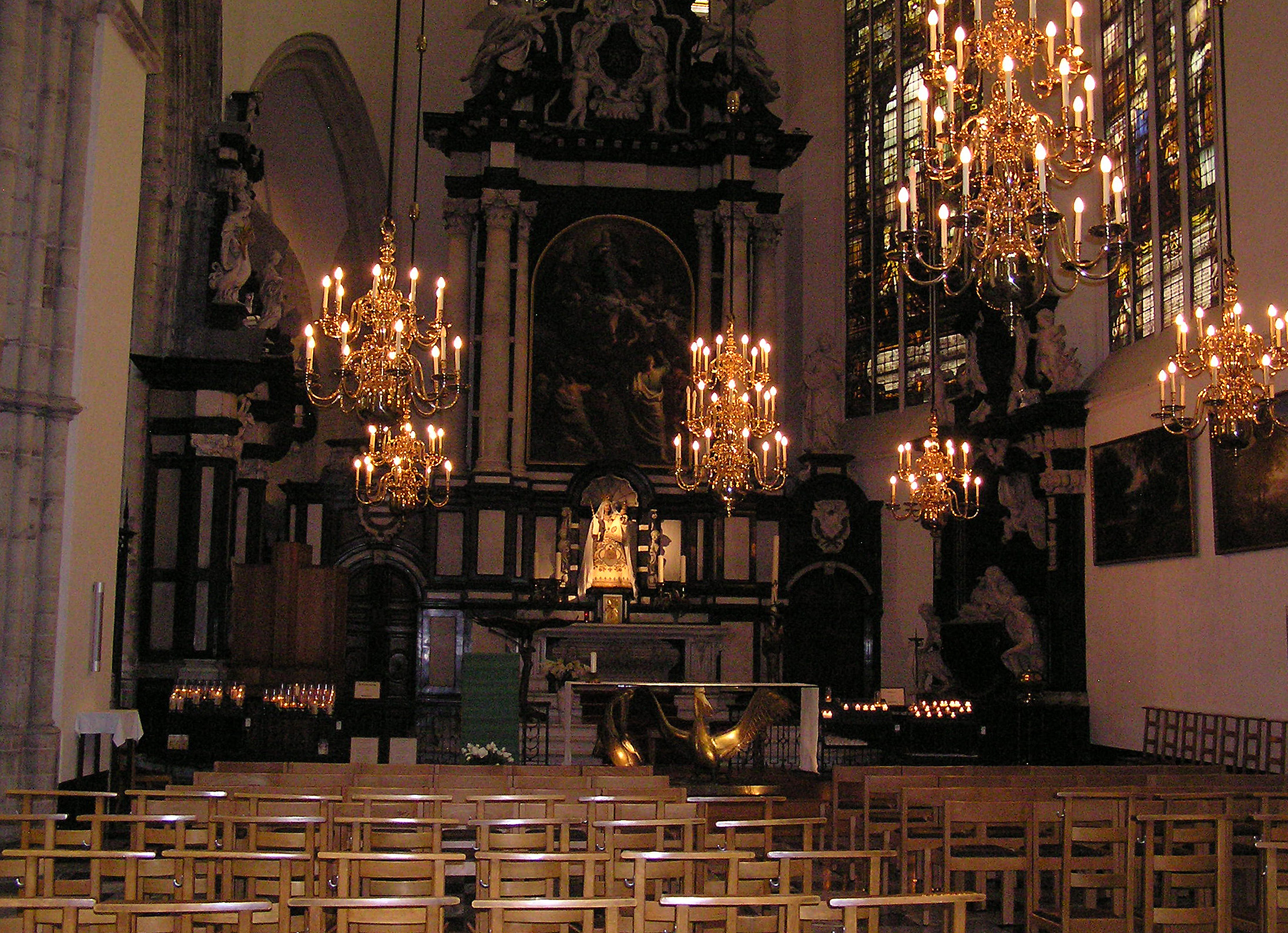
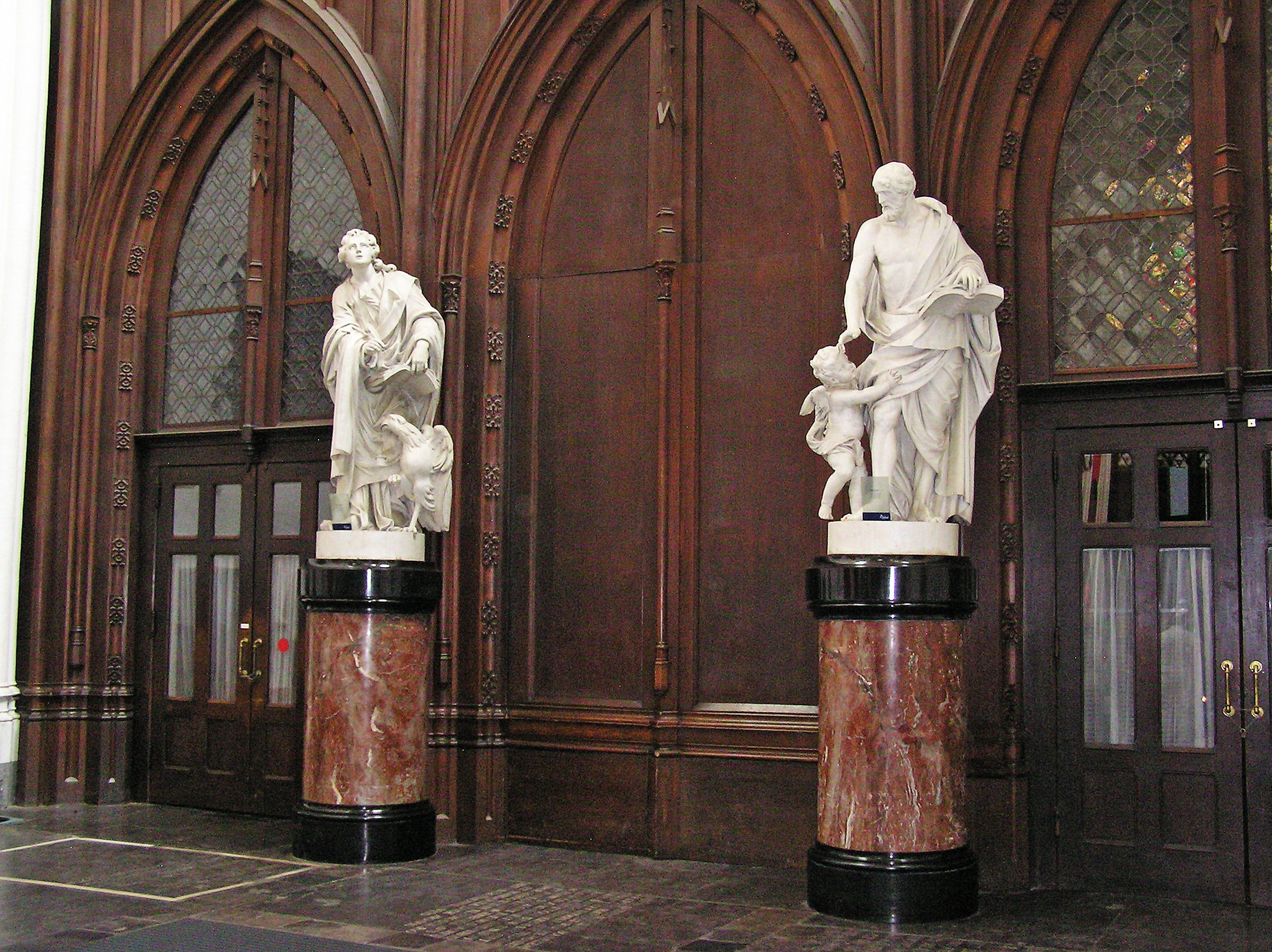
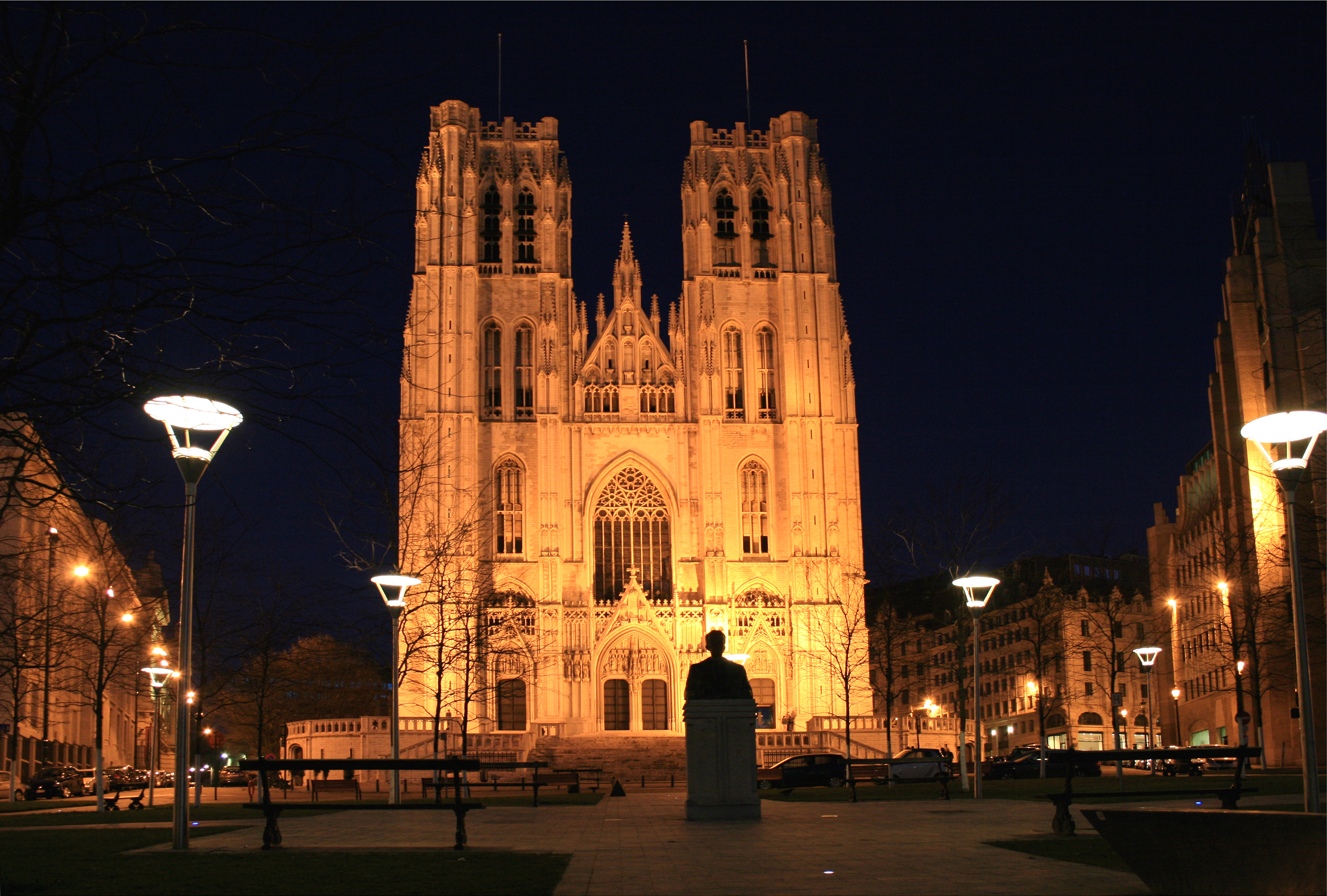
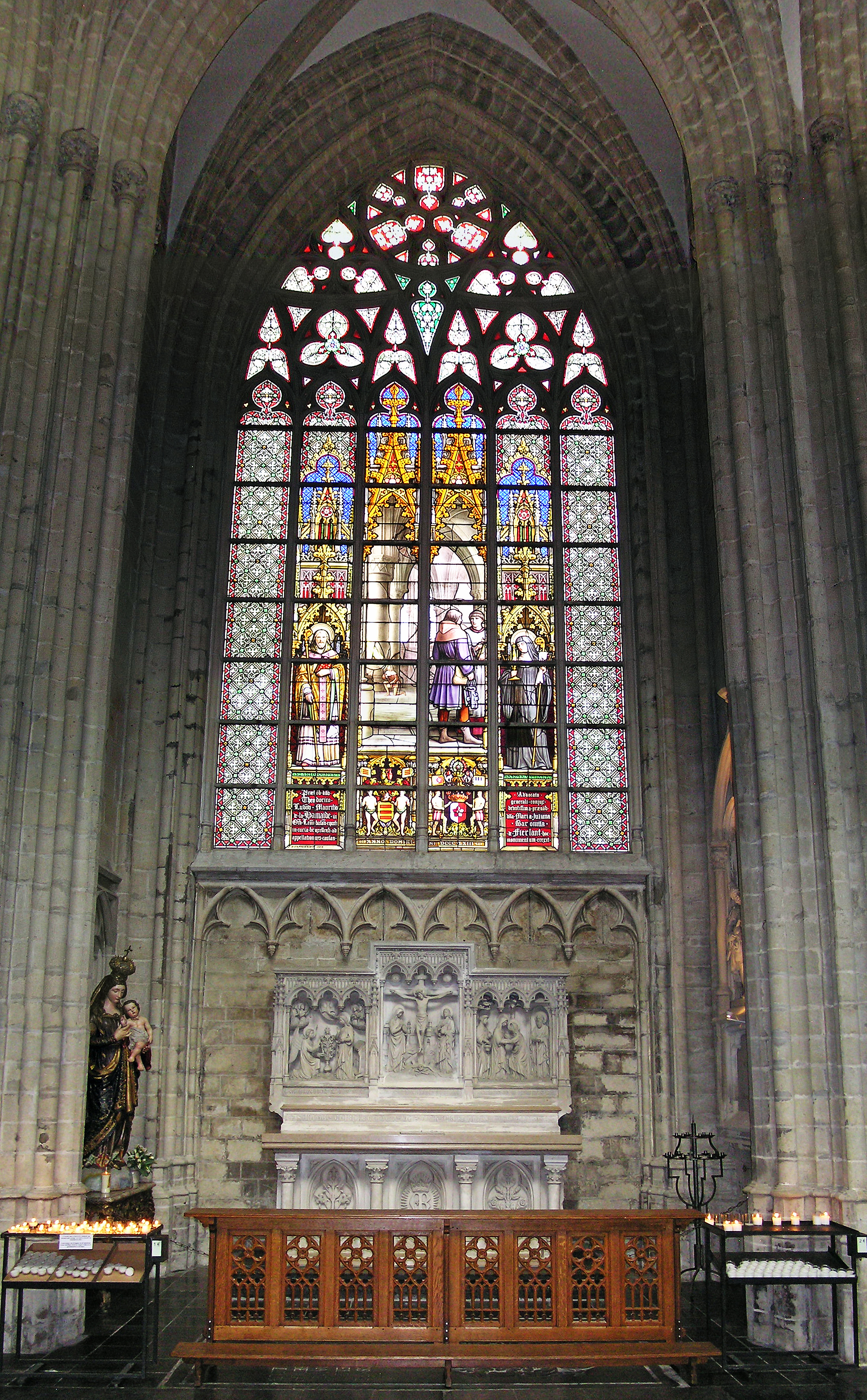
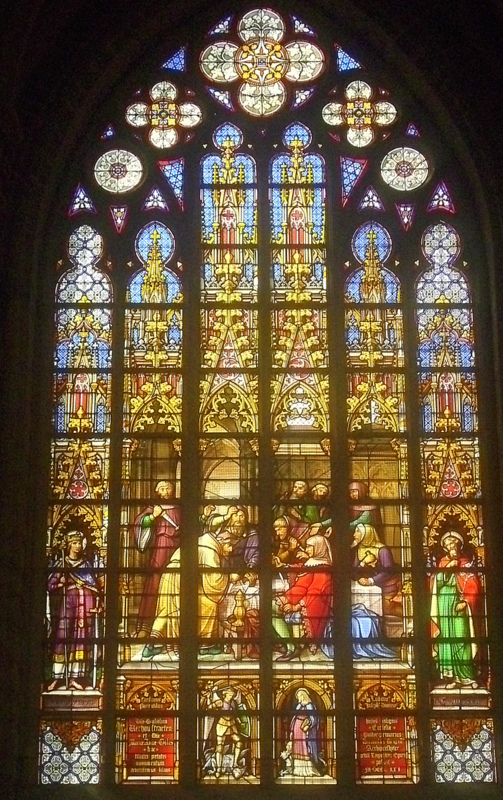